# Sympodiella acicola
Sympodiella acicola är en svampart som beskrevs av W.B. Kendr. 1958. Sympodiella acicola ingår i släktet Sympodiella, divisionen sporsäcksvampar och riket svampar.   Inga underarter finns listade i Catalogue of Life.